# Brancourt-le-Grand
Brancourt-le-Grand település Franciaországban, Aisne megyében. Lakosainak száma 558 fő (2022. január 1.). Brancourt-le-Grand Beaurevoir, Bohain-en-Vermandois, Fresnoy-le-Grand, Montbrehain és Prémont községekkel határos.

## Népesség
A település népességének változása:
| Lakosok száma | 706  | 577  | 569  | 626  | 609  | 585  | 565  | 553  | 554  | 558  |
|               | 1968 | 1982 | 1990 | 2006 | 2013 | 2015 | 2017 | 2019 | 2020 | 2022 |